# Semisuberites cribrosa
Semisuberites cribrosa är en svampdjursart som först beskrevs av Micklucho-Maclay 1870. Semisuberites cribrosa ingår i släktet Semisuberites, och familjen Esperiopsidae.
Arten förekommer kring Norra Ishavet. Inga underarter finns listade.